# Сайондзі Кінсуке
Сайондзі Кінсуке (*西園寺公相, 1223 — 30 жовтня 1267) — середньовічний японський державний діяч періоду Камакура.

## Життєпис
Походив зі знатного роду Сайондзі. Другий син Сайондзі Санеудзі, великого державного міністра. Народився у 1223 році. Вже у 1225 році йому надано нижчий ступінь молодшого п'ятого рангу, а 1227 року — вищу ступінь молодшого п'ятого рангу. 1229 року увійшов до Відомства прислуги.
1230 року отримав старший п'ятий ранг, 1231 року — нижчу ступінь молодшого четвертого рангу. У 1232 році стає Правим генералом коноефу (палацову гвардію). 1235 року призначено кокусі провінції Харіма і надано вищий ступінь молодшого четвертого рангу, 1236 року — молодший третій ранг, 1237 року — вищий ступінь молодшого третього рангу. 1238 року призначено середнім державним радником. 1239 року стає власником молодшого другого рангу та призначається старшим державним радником.
1241 року надано старший другий ранг. 1242 року очолив управління адміністративних послуг молодшої імператриці. 1243 року призначено тьогюбьо (наставником спадкоємця трону) Хісахіто. Маневрував між Південною і Північною лініями Імператорського дому. Також підтримував гарні стосунки з урядом бакуфу на чолі з родом Ходзьо.
1251 року призначено Лівим головою імператорських стаєнь. 1252 року стає двірцевим міністром. У 1253 році стає Лівим генералом коноефу. 1255 року призначено Правим міністром. 1257 року влаштував шлюб імператора Ґо-Фукакаси зі своєю сестрою Кіміко (з цього часу шлюби представниць роду Сайондзі з імператорами стали постійними). Тоді ж отримав молодший перший ранг. У 1259 році стає Лівим міністром.
У 1262 році стає великим державним міністром. В результаті зумів очолити власний рід в обхід старшого брата Сайондзі Кінмото. Помер у 1267 році.